# Alfred Picó Sentelles
Alfred Picó Sentelles (Sants, Barcelona) és periodista, escriptor i professor de Comunicació. Es llicencià en Ciències de la Informació per la Universitat Autònoma de Barcelona. Ha col·laborat als principals mitjans de comunicació de Catalunya.
Ha estat cap de premsa de la Secretaria General de l'Esport i del Festival Deltebre Dansa.
Els seus cursos de Comunicació, impartits a l'Administració Pública, empreses i escoles, són: "El Mètode Picó per parlar en públic", "Millora la comunicació escrita a l'empresa", "Comunica't amb èxit", "El soroll mediàtic" i "Webs i xarxes socials amb ganxo".

## Llibres publicats[2]
- Blai Grana - La Magrana, 1999
- Sí, sí, sí. Hem guanyat a París - Rosa dels Vents, 2007
- Tot el que necessites és amor - Cossetània, 2011
- Casats contra Solters - Columna, 2012.
- El Mètode Picó per parlar en públic - Angle Editorial, 2013.
- Nit de foc - Editorial Base, 2014
- 100 idees per ser un gran comunicador - Cossetània Edicions, 2016.[3]
- Bojos per la música dels 80! (Alfred Picó i David Picó) - Columna, 2017.
- Amor de mala mort (Alfred Picó i Sandra Palau) - La vocal de lis 2018
- Manual de supervivència d'una dona soltera - Columna, 2024